# Midnight Life
Midnight Life è un film muto del 1928 diretto da Joseph C. Boyle e Scott R. Dunlap. Ambientato nel mondo della malavita, aveva come interpreti Francis X. Bushman, Gertrude Olmstead, Edward Buzzell, Cosmo Kyrle Bellew.
La sceneggiatura si basa su The Spider's Web, romanzo di Reginald Wright Kauffman pubblicato a New York nel 1913.

## Trama
Quando un caro amico viene ucciso dalla malavita, Jim Logan, un tenente di New York, si propone di trovare i responsabili di quella morte. Seguendo una sanguinosa scia di indizi, arriva a Harlan Phillips, il capo di una banda criminale che cerca di attirarlo in una trappola mortale. Ma Logan, venendo a conoscenza di ciò che gli stanno preparando, con un astuto stratagemma attira Phillips nella sua stessa trappola. Chiuso il caso, Logan aiuta due giovani ballerini che lavoravano nel locale del suo avversario a trovare una nuova vita insieme.

## Produzione
Il film fu prodotto dalla Gotham Productions con il titolo di lavorazione The Man Higher Up.

## Distribuzione
Il copyright del film, richiesto dalla Lumas Film Corp., fu registrato il 17 agosto 1928 con il numero LP25542.

Distribuito dalla Lumas Film Corporation, uscì nelle sale statunitensi il 28 agosto 1928.

### Conservazione
Copie complete della pellicola si trovano conservate negli archivi del George Eastman House di Rochester e in quelli della Library of Congress di Washington.